# Benchmade

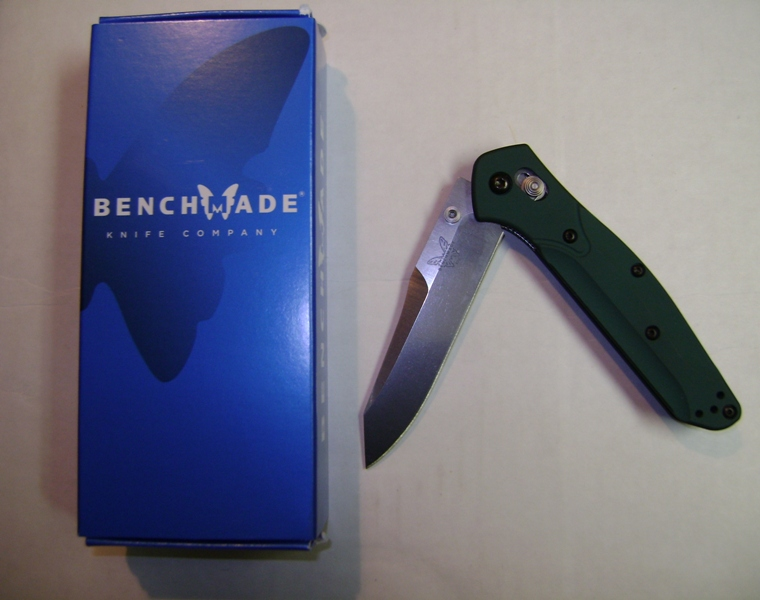
Nóż kieszonkowy Benchmade 940

 Benchmade Knife Company – amerykańska firma założona w 1988 roku przez Lesa de Asisa w stanie Oregon. Zajmuje się produkcją noży i narzędzi ratowniczych do przecinania pasów, w tym noży składanych do codziennego noszenia, jak i z głownią stałą. Większość noży ma wbudowaną blokadę Axis. Noże są projektowane przez knifemakerów m.in. Mel Pardue, Warren Osborne, Neil Blackwood oraz przez konstruktorów Benchmade. Logiem firmy jest motyl. 

## Klasy noży
Klasa czerwona
"Ekonomiczna" linia noży Benchmade, charakteryzująca się podobnynymi walorami solidnego wykonania, jak klasa niebieska, ale produkowana z reguły z tańszych rodzajów stali (głównie AISI 420 i 440, o twardości  pomiędzy 55-57 HRC). Okładziny rękojeści są zazwyczaj wykonane z tworzyw syntetycznych, o dobrych parametrach użytkowych, ale tańszych i mniej reprezentacyjnych niż stosowane w wyższych klasach materiałach takich jak mikarta, G10, czy drewno. 
Klasa niebieska
Noże produkowane są ze stali D2, 154CM, S30V, 1095, 440C, M4, w przeszłości M2 i ATS34. Rękojeść zbudowana jest z drewna, micarty (sprasowana tkanina z żywicą), G-10 (żywica z włóknem szklanym), nylonu wzmacnianego włóknem szklanym, tytanu, aluminium lotniczego lub stali nierdzewnej.
Klasa czarna
Są to noże kierowane głównie dla pracownikach służb mundurowych. Automatyczne warianty noży są w Polsce dozwolone, w Stanach Zjednoczonych są dostępne tylko dla służb mundurowych (z wyjątkiem stanu Oregon). Najczęściej stosowana stal w nożach czarnej klasy to 154CM. Rękojeści wykonane są głównie z G-10 lub  aluminium lotniczego. 
Klasa złota
Limitowane wersje noży klas czarnej i niebieskiej, tworzone m.in. z włókna węglowego, tytanu, stali S30V, M4 czy damastu.

## Blokady Axis
System blokady polega na dociskaniu stalowego walca przez dwie sprężynki, podobne w kształcie do litery omega. Blokada unieruchamia w pozycji otwartej oraz zabezpiecza przed mimowolnym wysunięciem ostrza w pozycji zamkniętej. Walec blokujący umieszczony jest w wyciętym gnieździe blokady.